# Кресскілл (Нью-Джерсі)
Кресскілл (англ. Cresskill) — місто (англ. borough) в США, в окрузі Берген штату Нью-Джерсі. Населення — 9155 осіб (2020).

## Географія
Кресскілл розташований за координатами 40°56′23″ пн. ш. 73°57′31″ зх. д. / 40.93972° пн. ш. 73.95861° зх. д. (40.939786, -73.958581).  За даними Бюро перепису населення США в 2010 році місто мало площу 5,37 км², з яких 5,34 км² — суходіл та 0,03 км² — водойми.

## Демографія
Згідно з переписом 2010 року, у селищі мешкали 8573 особи в 3002 домогосподарствах у складі 2317 родин. Було 3114 помешкання
Расовий склад населення:
| - 68,9 % — білих - 27,6 % — азіатів - 0,7 % — чорних або афроамериканців - 1,1 % — осіб інших рас |

До двох чи більше рас належало 1,6 %. Частка іспаномовних становила 6,3 % від усіх жителів.
За віковим діапазоном населення розподілялося таким чином: 26,8 % — особи молодші 18 років, 55,8 % — особи у віці 18—64 років, 17,4 % — особи у віці 65 років та старші. Медіана віку мешканця становила 43,7 року. На 100 осіб жіночої статі у селищі припадало 88,6 чоловіків;  на 100 жінок у віці від 18 років та старших — 85,7 чоловіків також старших 18 років.
Середній дохід на одне домашнє господарство  становив 170 023 долари США (медіана — 110 156), а середній дохід на одну сім'ю — 178 940 доларів (медіана — 124 104). Медіана доходів становила 105 286 доларів для чоловіків та 66 719 доларів для жінок. За межею бідності перебувало 3,5 % осіб, у тому числі 2,9 % дітей у віці до 18 років та 7,4 % осіб у віці 65 років та старших.
Цивільне працевлаштоване населення становило 3729 осіб. Основні галузі зайнятості: освіта, охорона здоров'я та соціальна допомога — 25,3 %, роздрібна торгівля — 13,2 %, фінанси, страхування та нерухомість — 11,6 %, виробництво — 10,8 %.